# Xenostrobus securis

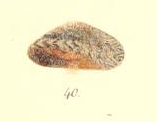
Xenostrobus securis, jugendliches Exemplar mit dem Zickzackmuster (aus Reeve 1857-58: Modiola Taf. 8, Fig. 40)

Xenostrobus securis ist eine Muschel-Art aus der Familie der Miesmuscheln (Mytilidae). Das ursprüngliche Verbreitungsgebiet der Art war Südostasien, Australien und Neuseeland. Sie wurde in den 1980er Jahren wahrscheinlich mit Muschelbrut bei der Einführung von Zuchtaustern in die italienische Adria und an die französische Mittelmeerküste eingeschleppt. Vermutlich auf ähnlichem Weg gelangte sie auch nach Japan.

## Merkmale
Das gleichklappige, in der Mitte aufgeblähte Gehäuse wird etwa 20 bis 30 mm lang, in Ausnahmefällen bis 47 mm. Es ist deutlich länger als hoch. Das Höhen-/Längen-Verhältnis ist 0,59, das Weite-/Längen-Verhältnis 0,35. Das Gehäuse ist im Umriss grob trapezoidal (modioliform). Die Wirbel liegen fast am vorderen Gehäuserand, das Gehäuse ist also sehr stark ungleichseitig Der Dorsalrand steigt gerade oder sogar leicht konkav an bis zur höchsten Stelle des Gehäuses (etwa ein Drittel vom hinteren Ende). Er fällt dann mit einer leichten Wölbung oder auch fast gerade zum gerundeten Hinterende ab. Der Ventralrand ist gerade bis konkav, besonders adulte, große Exemplare besitzen einen deutlich konkaven Ventralrand. Das Vorderende ist eng gerundet. Vom Wirbel zieht sich ein schwach ausgeprägter Kiel zum unteren Hinterende. Das Ligament liegt extern, das Schloss ist nahezu zahnlos, abgesehen von einem kleinen knotenartigen Vorsprung unterhalb des Wirbels.
Smooth sculpture. Der innere Gehäuserand ist glatt. Die Schale ist bei adulten Exemplaren braun. Juvenile Exemplare haben ein blassgelbes Zickzack-Muster. Die Innenseite ist gewöhnlich violett, unterhalb des vom Wirbel ausgehenden Kiels weiß. Das Periostrakum ist glatt und nicht zu Borsten oder Haaren verlängert, die Oberfläche glänzt. Es sind ausstreckbare Siphonen vorhanden.
Rechte und linke Klappe des gleichen Tieres:

Rechte Klappe
Linke Klappe

## Ähnliche Art
Die Art ähnelt stark der verwandten Xenostrobus pulex (Lamarck, 1819), einer Art aus Südaustralien. Sie unterscheidet sich aber von dieser durch die braune Färbung oberhalb des umbonalen Kiels, unterhalb des Kiels ist die Färbung sehr viel heller. Letztere Art ist länglicher und stärker aufgebläht (größeres Weiten-/Längen-Verhältnis). Außerdem ist der Wirbel am vorderen Rand, während er bei Xenostrobus securis etwas vom vorderen Rand abgesetzt ist. Außerdem ist Xenostrobus pulex eine obligat-marine Art.

## Geographische Verbreitung, Lebensraum und Lebensweise
Das ursprüngliche Verbreitungsgebiet von Xenostrobus securis sind die Ästuare und Flussmündungen Südostasiens, Australiens und Neuseelands, wo über einen langen Zeitraum die Salinität sehr gering ist. Die Art lebt ausschließlich im Brackwasser, hat jedoch eine hohe Salinitätstoleranz von 1 ‰ bis 31 ‰.
1992 wurde sie erstmals an der italienischen Adriaküste nachgewiesen, wenig später auch an der französischen Mittelmeerküste. 2007 wurde sie an der Küste von Galicien (Nordwestspanien) gefunden. Vermutlich gelangte sie mit Muschelbrut aus Südfrankreich nach Galicien. Zu einem ungenannten Zeitpunkt ist sie auch nach Japan verschleppt worden.
Die Tiere sind mit Byssus an Hartsubstrate, Steinen, Holz oder Austernschalen angeheftet, und bilden große Kolonien mit hoher Individuendichte. Sie werden max. zwei Jahre alt.

## Taxonomie
Die Art wurde 1819 von Jean-Baptiste de Lamarck unter dem ursprünglichen Binomen Modiola securis erstmals beschrieben. Die Art wird allgemein anerkannt zur Gattung Xenostrobus Wilson, 1967 gestellt. Synonyme sind: Limnoperna fortunei kikuchii Habe, 1981, Modiola fluviatilis Hutton, 1878, Modiola nitens Gould & Carpenter, 1857, Modiola vexillum Reeve, 1857 und Perna confusa Angas, 1871.